# Edo de Waart
Edo de Waart (Amsterdam, 1º giugno 1941) è un direttore d'orchestra e oboista olandese.

## Carriera
Nel 1962 si diploma al Conservatorio di Amsterdam, l'anno seguente suona l'oboe nell'Orchestra reale del Concertgebouw e nel 1964 diventa assistente di Leonard Bernstein alla New York Philharmonic per un anno.
Al suo ritorno nei Paesi Bassi diventa assistente di Bernard Haitink all'Orchestra reale del Concertgebouw.
Dal 1973 al 1979 è stato il direttore principale l'Orchestra filarmonica di Rotterdam, dal 1977 al 1985 della San Francisco Symphony, dal 1986 al 1995 dell'Orchestra sinfonica di Minneapolis, dal 1989 al 2004 della Radio Filharmonisch Orkest di Hilversum, dal 1993 al 2003 della Sydney Symphony Orchestra, dal 1999 al 2004 della De Nationale Opera di Amsterdam, dal 2004 al 2012 dell'Orchestra Filarmonica di Hong Kong, dal 2007 al 2009 dell'Opera di Santa Fe (Nuovo Messico), dal 2009 ad oggi della Milwaukee Symphony Orchestra, dal 2010 al 2014 della Saint Paul Chamber Orchestra, dal 2011 ad oggi della DeFilharmonie di Anversa e dal 2016 della New Zealand Symphony Orchestra.
Vive a Middleton, nel Wisconsin.